# Jeremy Dyson
Jeremy Dyson, né le 14 juin 1966, à Leeds (Yorkshire en Angleterre) est un scénariste anglais. Il a participé en tant que comédien avec Mark Gatiss à la pièce britannique The League of Gentlemen.

## Vie privée
Jeremy Dyson est né à Leeds (Yorkshire en Angleterre). C'est le fils de Elaine Saville et de Melvin Dyson. Il a un grand frère, Andrew Dyson, et une petite sœur, Jane Dyson. Il a étudié la Philosophie à University of Leeds et a obtenu un master en scénario et écriture audiovisuelles à  la Northern School of Film and Television. Il a vécu à Highbury, Londres, mais vit maintenant à Ilkley, West Yorkshire.

## Carrière
Jeremy Dyson est surtout connu comme cocréateur de  Ghost Stories  et comme acteur de la série Le Club des Gentlemen avec Mark Gatiss, Steve Pemberton, et Reece Shearsmith.
Jeremy Dyson a aussi écrit de nombreux livres dont Bright Darkness: Lost Art of the Supernatural Horror Film, Never Trust a Rabbit, What Happens Now, et The Cranes That Build The Cranes . Cette dernière nouvelle a gagné le prix Edge Hill en 2010.
En 2008, il écrit le scénario d'un épisode de la série Fairy Tales (Billy Goats Gruff).
Il est aussi l'auteur du scénario de The Armstrong and Miller Show (2007-2010).
Jeremy Dyson est aussi le scénariste de la série Grandma's House (2010).
Il est aussi le directeur de l'œuvre de charité No Panic.